# A magyar női vízilabda-válogatott mérkőzései 2021-ben
A magyar női vízilabda-válogatott 2021 januárjában megnyerte a trieszti olimpiai selejtezőt. Márciusban a világliga budapesti selejtezői alatt barátságos mérkőzéseket játszott, mivel a magyar csapat ellenfelei (Olaszország és Franciaország) lemondták a szereplést. Májusban és júniusban hosszabb felkészülésre az Egyesült Államokba utazott a csapat. Itt az amerikai válogatottal játszott négy mérkőzést. Ezt követően a világliga döntőjében második lett a válogatott. Az olimpián a csapat bronzérmet szerzett.

## Mérkőzések
| 2021. január 19. olimpiai selejtező 14:00 | Magyarország                                                                                            | 27–2        | Izrael               | Trieszt Játékvezetők: Gransjean (holland) Severo (olasz) |
| 2021. január 19. olimpiai selejtező 14:00 | (7–2, 3–0, 9–0, 8–0)                                                                                    |             |                      | Trieszt Játékvezetők: Gransjean (holland) Severo (olasz) |
| 2021. január 19. olimpiai selejtező 14:00 | Keszthelyi 5 Szilágyi 4 Vályi 3 Gurisatti 3 Parkes 3 Illés 2 Leimeter 2 Rybanska 2 Garda 2 Gyöngyössy 1 | Jegyzőkönyv | Yaacobi 1 Futorian 1 | Trieszt Játékvezetők: Gransjean (holland) Severo (olasz) |

| 2021. január 20. olimpiai selejtező 14:00 | Magyarország                                                                         | 23–6        | Kazahsztán                                | Trieszt Játékvezetők: Cuzaki (japán) Severo (olasz) |
| 2021. január 20. olimpiai selejtező 14:00 | (7–2, 6–3, 5–1, 5–0)                                                                 |             |                                           | Trieszt Játékvezetők: Cuzaki (japán) Severo (olasz) |
| 2021. január 20. olimpiai selejtező 14:00 | Keszthelyi 9 Gurisatti 4 Leimeter 3 Szilágyi 2 Parkes 2 Vályi 1 Garda 1 Gyöngyössy 1 | Jegyzőkönyv | Roga 2 Muratalijeva 2 Turova 1 Jeremina 1 | Trieszt Játékvezetők: Cuzaki (japán) Severo (olasz) |

| 2021. január 21. olimpiai selejtező 14:00 | Magyarország                                     | 5–8         | Görögország                                                  | Trieszt Játékvezetők: Dreval (orosz) Peris (horvát) |
| 2021. január 21. olimpiai selejtező 14:00 | (1–1, 1–2, 1–3, 2–2)                             |             |                                                              | Trieszt Játékvezetők: Dreval (orosz) Peris (horvát) |
| 2021. január 21. olimpiai selejtező 14:00 | Vályi 1 Gurisatti 1 Szűcs 1 Keszthelyi 1 Illés 1 | Jegyzőkönyv | E. Plevrítu 3 Xenáki 2 M. Plevrítu 1 Eleftheriádu 1 Cukalá 1 | Trieszt Játékvezetők: Dreval (orosz) Peris (horvát) |

| 2021. január 22. olimpiai selejtező negyeddöntő 16:00 | Magyarország                                                                              | 20–7        | Franciaország                                 | Trieszt Játékvezetők: Sztavridisz (görög) Gransjean (holland) |
| 2021. január 22. olimpiai selejtező negyeddöntő 16:00 | (4–2, 3–1, 5–2, 8–2)                                                                      |             |                                               | Trieszt Játékvezetők: Sztavridisz (görög) Gransjean (holland) |
| 2021. január 22. olimpiai selejtező negyeddöntő 16:00 | Keszthelyi 5 Illés 3 Szilágyi 2 Leimeter 2 Rybanska 2 Garda 2 Gurisatti 2 Vályi 1 Szűcs 1 | Jegyzőkönyv | Guillet 2 Dhalluin 2 Vernoux 2 Bouloukbachi 1 | Trieszt Játékvezetők: Sztavridisz (görög) Gransjean (holland) |

| 2021. január 23. olimpiai selejtező elődöntő 20:00 | Olaszország                               | 10–13       | Magyarország                                                | Trieszt Játékvezetők: Dreval (orosz) Schwartz (izrael) |
| 2021. január 23. olimpiai selejtező elődöntő 20:00 | (1–3, 2–2, 4–4, 3–4)                      |             |                                                             | Trieszt Játékvezetők: Dreval (orosz) Schwartz (izrael) |
| 2021. január 23. olimpiai selejtező elődöntő 20:00 | Marletta 4 Tabani 2 Bianconi 2 Palmieri 2 | Jegyzőkönyv | Keszthelyi 6 Szilágyi 2 Illés 2 Szűcs 1 Parkes 1 Leimeter 1 | Trieszt Játékvezetők: Dreval (orosz) Schwartz (izrael) |

| 2021. január 24. olimpiai selejtező döntő 20:30 | Magyarország                                                                    | 13–11       | Hollandia                                                         | Trieszt Játékvezetők: Dreval (orosz) Severo (olasz) |
| 2021. január 24. olimpiai selejtező döntő 20:30 | (4–3, 2–2, 5–3, 2–3)                                                            |             |                                                                   | Trieszt Játékvezetők: Dreval (orosz) Severo (olasz) |
| 2021. január 24. olimpiai selejtező döntő 20:30 | Garda 3 Keszthelyi 2 Leimeter 2 Rybanska 2 Gurisatti 1 Szűcs 1 Parkes 1 Illés 1 | Jegyzőkönyv | van der Kraats 5 Keuning 3 M. Megens 1 van der Sloot 1 Sleeking 1 | Trieszt Játékvezetők: Dreval (orosz) Severo (olasz) |

| 2021. március 24. barátságos 16:30 | Magyarország                                                                | 17–14       | Hollandia                                                     | Tüskeuszoda, Budapest |
| 2021. március 24. barátságos 16:30 | (7–3, 4–4, 2–6, 4–1)                                                        |             |                                                               | Tüskeuszoda, Budapest |
| 2021. március 24. barátságos 16:30 | Keszthelyi 4 Antal 3 Parkes 3 Szilágyi 2 Vályi 2 Illés 1 Leimeter 1 Garda 1 | Jegyzőkönyv | Keuning 4 Sleeking 4 van der Sloot 2 Wolves 2 van de Kraats 2 | Tüskeuszoda, Budapest |

| 2021. március 26. barátságos 20:30 | Magyarország                                                                              | 9–12        | Görögország                                                         | Tüskeuszoda, Budapest |
| 2021. március 26. barátságos 20:30 | (2–1, 3–6, 1–3, 3–2)                                                                      |             |                                                                     | Tüskeuszoda, Budapest |
| 2021. március 26. barátságos 20:30 | Szilágyi 1 Gurisatti 1 Parkes 1 Illés 1 Máté 1 Leimeter 1 Gyöngyössy 1 Rybanska 1 Garda 1 | Jegyzőkönyv | Eleftheriádu 4 Xenáki 3 E. Plevrítu 2 Cukalá 1 Ninu 1 V. Plevrítu 1 | Tüskeuszoda, Budapest |

| 2021. március 27. barátságos 20:00 | Magyarország                                                    | 11–10       | Spanyolország                        | Tüskeuszoda, Budapest |
| 2021. március 27. barátságos 20:00 | (1–2, 2–1, 3–1, 5–6)                                            |             |                                      | Tüskeuszoda, Budapest |
| 2021. március 27. barátságos 20:00 | Illés 3 Keszthelyi 3 Parkes 2 Szilágyi 1 Leimeter 1 Gurisatti 1 | Jegyzőkönyv | Forca 3 Leiton 3 Gonzalez 2 Garcia 2 | Tüskeuszoda, Budapest |

| 2021. május 25. barátságos | Egyesült Államok                                                                             | 14–9 | Magyarország                                               | Brenda Villa Aquatic Center, Commerce |
| 2021. május 25. barátságos | (5–1, 5–2, 2–3, 2–3)                                                                         |      |                                                            | Brenda Villa Aquatic Center, Commerce |
| 2021. május 25. barátságos | Raney 3 Haralabidis 3 M. Fischer 3 Musselman 1 Fattal 1 Steffens 1 A. Fischer 1 Gilchrtist 1 |      | Keszthelyi 2 Leimeter 2 Garda 2 Vályi 1 Illés 1 Rybanska 1 | Brenda Villa Aquatic Center, Commerce |

| 2021. május 26. barátságos | Egyesült Államok                                                                 | 14–7 | Magyarország                                                    | William Woolett Aquatic Center, Irvine |
| 2021. május 26. barátságos | (4–1, 3–1, 4–3, 3–2)                                                             |      |                                                                 | William Woolett Aquatic Center, Irvine |
| 2021. május 26. barátságos | Haralabidis 3 Williams 3 Raney 3 Hauschlid 2 Musellmann 1 Steffens 1 Gilchrist 1 |      | Antal 1 Parkes 1 Illés 1 Keszthelyi 1 Rybanska 1 Máté 1 Garda 1 | William Woolett Aquatic Center, Irvine |

| 2021. május 28. barátságos | Egyesült Államok                                                                                      | 12–6 | Magyarország                                     | Cathedral Catholic High School, San Diego |
| 2021. május 28. barátságos | (2–0, 5–2, 3–2, 2–2)                                                                                  |      |                                                  | Cathedral Catholic High School, San Diego |
| 2021. május 28. barátságos | Musellmann 3 Fattal 2 Seidemann 1 Hauschild 1 Steffens 1 Haralabidis 1 Neushul 1 M. Fischer 1 Raney 1 |      | Illés 2 Parkes 1 Horváth B. 1 Vályi 1 Szilágyi 1 | Cathedral Catholic High School, San Diego |

| 2021. június 2. barátságos | Egyesült Államok                                                    | 12–7 | Magyarország                                                    | El Segundo USD Aquatic Center, El Segundo |
| 2021. június 2. barátságos | (2–1, 5–2, 3–1, 2–3)                                                |      |                                                                 | El Segundo USD Aquatic Center, El Segundo |
| 2021. június 2. barátságos | Musellmann 3 Neushul 3 Siedemann 2 Fattal 2 M. Fischer 1 Steffens 1 |      | Keszthelyi 2 Vályi 1 Szilágyi 1 Illés 1 Gyöngyössy 1 Rybanska 1 | El Segundo USD Aquatic Center, El Segundo |

| 2021. június 14. Világliga szuperdöntő selejtező 16:45 | Magyarország                                                                   | 26–10       | Japán                                                 | Athén Játékvezetők: Teixido (spanyol) Szalnyicsenko (Kazah) |
| 2021. június 14. Világliga szuperdöntő selejtező 16:45 | (7–1, 5–4, 5–1, 9–4)                                                           |             |                                                       | Athén Játékvezetők: Teixido (spanyol) Szalnyicsenko (Kazah) |
| 2021. június 14. Világliga szuperdöntő selejtező 16:45 | Parkes 7 Keszthelyi 5 Gurisatti 5 Antal 3 Leimeter 2 Vályi 2 Máté 1 Szilágyi 1 | Jegyzőkönyv | Niizava 2 Inaba 2 Kavagucsi 2 Arima Koide Hasida Kudo | Athén Játékvezetők: Teixido (spanyol) Szalnyicsenko (Kazah) |

| 2021. június 15. Világliga szuperdöntő selejtező 16:45 | Magyarország                                                         | 13–14       | Oroszország                                                                                   | Athén Játékvezetők: Zwart (holland) Teixido (spanyol) |
| 2021. június 15. Világliga szuperdöntő selejtező 16:45 | (2–2, 6–4, 3–5, 2–3)                                                 |             |                                                                                               | Athén Játékvezetők: Zwart (holland) Teixido (spanyol) |
| 2021. június 15. Világliga szuperdöntő selejtező 16:45 | Leimeter 4 Keszthelyi 4 Szilágyi 2 Gurisatti 1 Parkes 1 Gyöngyössy 1 | Jegyzőkönyv | Ivanova 3 Karimova 3 Berszneva 2 Glizina 2 Szoboleva 1 Szimanovics 1 Csurzina 1 Tyimofejeva 1 | Athén Játékvezetők: Zwart (holland) Teixido (spanyol) |

| 2021. június 16. Világliga szuperdöntő selejtező 15:00 | Magyarország                                                                       | 12–13       | Kanada                                                              | Athén Játékvezetők: Sztavridisz (görög) Szalnyicsenko (kazah) |
| 2021. június 16. Világliga szuperdöntő selejtező 15:00 | (2–4, 5–3, 1–3, 4–3)                                                               |             |                                                                     | Athén Játékvezetők: Sztavridisz (görög) Szalnyicsenko (kazah) |
| 2021. június 16. Világliga szuperdöntő selejtező 15:00 | Rybanska 2 Parkes 2 Illés 2 Vályi 2 Szilágyi 1 Gurisatti 1 Keszthelyi 1 Leimeter 1 | Jegyzőkönyv | Christmas 4 McKelvey 3 La Roche 3 Crevier 1 Eggens 1 Lemay-Lavoie 1 | Athén Játékvezetők: Sztavridisz (görög) Szalnyicsenko (kazah) |

| 2021. június 17. Világliga szuperdöntő negyeddöntő 15:00 | Magyarország                                                        | 10–8        | Spanyolország                     | Athén Játékvezetők: Zwart (holland) Sztavridisz (görög) |
| 2021. június 17. Világliga szuperdöntő negyeddöntő 15:00 | (3–3, 3–1, 2–2, 2–2)                                                |             |                                   | Athén Játékvezetők: Zwart (holland) Sztavridisz (görög) |
| 2021. június 17. Világliga szuperdöntő negyeddöntő 15:00 | Keszthelyi 3 Leimeter 2 Garda 2 Szilágyi 1 Gyöngyössy 1 Gurisatti 1 | Jegyzőkönyv | Espar 3 Tarragó 3 Ortiz 1 Forca 1 | Athén Játékvezetők: Zwart (holland) Sztavridisz (görög) |

| 2021. június 18. Világliga szuperdöntő elődöntő 20:15 | Magyarország                                                                   | 14–10       | Kanada                                           | Athén Játékvezetők: Ohme (német) Zwart (holland) |
| 2021. június 18. Világliga szuperdöntő elődöntő 20:15 | (4–3, 3–2, 6–4, 1–1)                                                           |             |                                                  | Athén Játékvezetők: Ohme (német) Zwart (holland) |
| 2021. június 18. Világliga szuperdöntő elődöntő 20:15 | Keszthelyi 4 Gurisatti 2 Rybanska 2 Illés 2 Szilágyi 2 Gyöngyössy 1 Leimeter 1 | Jegyzőkönyv | Christmas 3 Wright 2 Eggens 2 La Roche 2 McKee 1 | Athén Játékvezetők: Ohme (német) Zwart (holland) |

| 2021. június 19. Világliga szuperdöntő döntő 20:15 | Magyarország                                           | 8–14        | Egyesült Államok                                                    | Athén Játékvezetők: Sztavridisz (görög) Voevodin (orosz) |
| 2021. június 19. Világliga szuperdöntő döntő 20:15 | (2–4, 1–2, 4–3, 1–5)                                   |             |                                                                     | Athén Játékvezetők: Sztavridisz (görög) Voevodin (orosz) |
| 2021. június 19. Világliga szuperdöntő döntő 20:15 | Gurisatti 2 Leimeter 2 Keszthelyi 2 Rybanska 1 Antal 1 | Jegyzőkönyv | Steffens 4 Fattal 3 Musselman 3 M. Fischer 2 Hauschild 1 Williams 1 | Athén Játékvezetők: Sztavridisz (görög) Voevodin (orosz) |

| 2021. július 5. SEAT kupa 19:30 | Magyarország                                       | 9–9              | Kanada                                         | Hajós Alfréd Sportuszoda, Budapest Játékvezetők: Deslieres (kanadai) Várkonyi (magyar) |
| 2021. július 5. SEAT kupa 19:30 | (3–4, 2–1, 1–2, 3–2)                               |                  |                                                | Hajós Alfréd Sportuszoda, Budapest Játékvezetők: Deslieres (kanadai) Várkonyi (magyar) |
| 2021. július 5. SEAT kupa 19:30 | Garda 3 Keszthelyi 2 Leimeter 2 Szilágyi 1 Vályi 1 | Jegyzőkönyv      | Christmas 4 McKelvey 3 Lemay-Lavoie 1 Wright 1 | Hajós Alfréd Sportuszoda, Budapest Játékvezetők: Deslieres (kanadai) Várkonyi (magyar) |
| 2021. július 5. SEAT kupa 19:30 | 4/10                                               | Gól / emberelőny | 3/8                                            | Hajós Alfréd Sportuszoda, Budapest Játékvezetők: Deslieres (kanadai) Várkonyi (magyar) |
| 2021. július 5. SEAT kupa 19:30 | 1/1                                                | Gól / ötméteres  | 2/2                                            | Hajós Alfréd Sportuszoda, Budapest Játékvezetők: Deslieres (kanadai) Várkonyi (magyar) |

| 2021. július 6. SEAT kupa 14:00 | Magyarország                                                                   | 13–7             | Kanada                                       | Hajós Alfréd Sportuszoda, Budapest Játékvezetők: Deslieres (kanadai) Kun (magyar) |
| 2021. július 6. SEAT kupa 14:00 | (4–2, 1–2, 3–1, 5–2)                                                           |                  |                                              | Hajós Alfréd Sportuszoda, Budapest Játékvezetők: Deslieres (kanadai) Kun (magyar) |
| 2021. július 6. SEAT kupa 14:00 | Szilágyi 3 Illés 2 Keszthelyi 2 Garda 2 Vályi 1 Gurisatti 1 Szűcs 1 Leimeter 1 | Jegyzőkönyv      | Crevier 2 Christmas 2 McKee 1 Sohi 1 Bekhazi | Hajós Alfréd Sportuszoda, Budapest Játékvezetők: Deslieres (kanadai) Kun (magyar) |
| 2021. július 6. SEAT kupa 14:00 | 3/7                                                                            | Gól / emberelőny | 1/5                                          | Hajós Alfréd Sportuszoda, Budapest Játékvezetők: Deslieres (kanadai) Kun (magyar) |
| 2021. július 6. SEAT kupa 14:00 | 1/1                                                                            | Gól / ötméteres  | 0/1                                          | Hajós Alfréd Sportuszoda, Budapest Játékvezetők: Deslieres (kanadai) Kun (magyar) |

| 2021. július 26. Olimpiai játékok selejtező 15:30 | Magyarország                                                                     | 10–10       | Oroszország                                                          | Tokió Játékvezetők: Sébastien Dervieux (francia) Xevi Buch (spanyol |
| 2021. július 26. Olimpiai játékok selejtező 15:30 | (2–1, 5–3, 1–3, 2–3)                                                             |             |                                                                      | Tokió Játékvezetők: Sébastien Dervieux (francia) Xevi Buch (spanyol |
| 2021. július 26. Olimpiai játékok selejtező 15:30 | Szilágyi 2 Leimeter 2 Szűcs 1 Parkes 1 Illés 1 Keszthelyi 1 Gyöngyössy 1 Garda 1 | Jegyzőkönyv | Prokofjeva 4 Ivanova 2 Karimova 1 Vahitova 1 Tyimofejeva 1 Glizina 1 | Tokió Játékvezetők: Sébastien Dervieux (francia) Xevi Buch (spanyol |

| 2021. július 28. Olimpiai játékok selejtező 14:00 | Magyarország                                                  | 10–9        | Egyesült Államok                                      | Tokió Játékvezetők: Nenad Periš (horvát) Xevi Buch (spanyol) |
| 2021. július 28. Olimpiai játékok selejtező 14:00 | (2–2, 3–3, 1–3, 4–1)                                          |             |                                                       | Tokió Játékvezetők: Nenad Periš (horvát) Xevi Buch (spanyol) |
| 2021. július 28. Olimpiai játékok selejtező 14:00 | Parkes 3 Vályi 2 Keszthelyi 2 Szilágyi 1 Illés 1 Gyöngyössy 1 | Jegyzőkönyv | Musselman 3 Fattal 2 Fischer 2 Seidemann 1 Steffens 1 | Tokió Játékvezetők: Nenad Periš (horvát) Xevi Buch (spanyol) |

| 2021. július 30. Olimpiai játékok selejtező 18:20 | Japán                                     | 13–17       | Magyarország                                         | Tokió Játékvezetők: Adrian Alexandrescu (román) Vojin Putnikovic (szerb) |
| 2021. július 30. Olimpiai játékok selejtező 18:20 | (4–3, 3–4, 3–5, 3–5)                      |             |                                                      | Tokió Játékvezetők: Adrian Alexandrescu (román) Vojin Putnikovic (szerb) |
| 2021. július 30. Olimpiai játékok selejtező 18:20 | Arima 4 Akari 4 Hasida 2 Kudo 2 Kavagucsi | Jegyzőkönyv | Parkes 6 Szilágyi 4 Gurisatti 3 Keszthelyi 3 Vályi 1 | Tokió Játékvezetők: Adrian Alexandrescu (román) Vojin Putnikovic (szerb) |

| 2021. augusztus 1. Olimpiai játékok selejtező 14:00 | Magyarország                                        | 9–11        | Kína                                              | Tokió Játékvezetők: Viktor Szalnyicsenko (kazah) Frank Ohme (német) |
| 2021. augusztus 1. Olimpiai játékok selejtező 14:00 | (–1–4, 1–3, 2–1, 5–3)                               |             |                                                   | Tokió Játékvezetők: Viktor Szalnyicsenko (kazah) Frank Ohme (német) |
| 2021. augusztus 1. Olimpiai játékok selejtező 14:00 | Gurisatti 4 Illés 2 Szűcs 1 Keszthelyi 1 Leimeter 1 | Jegyzőkönyv | Xiong 2 Deng 2 Chen 2 Zhang 2 Wang 1 Niu 1 Zhai 1 | Tokió Játékvezetők: Viktor Szalnyicsenko (kazah) Frank Ohme (német) |

| 2021. augusztus 3. Olimpiai játékok negyeddöntő 18:20 | Magyarország                                                 | 14–11       | Hollandia                                                               | Tokió Játékvezetők: Nenead Peris (horvát) Alessandro Severo (olasz) |
| 2021. augusztus 3. Olimpiai játékok negyeddöntő 18:20 | (4–3, 4–4, 2–2, 4–2)                                         |             |                                                                         | Tokió Játékvezetők: Nenead Peris (horvát) Alessandro Severo (olasz) |
| 2021. augusztus 3. Olimpiai játékok negyeddöntő 18:20 | Leimeter 4 Illés 3 Gurisatti 3 Szilágyi 2 Rybanska 1 Garda 1 | Jegyzőkönyv | van de Kraats 4 Megens 2 Stomphorst 2 Genee 1 van der Sloot 1 Joustra 1 | Tokió Játékvezetők: Nenead Peris (horvát) Alessandro Severo (olasz) |

| 2021. augusztus 5. Olimpiai játékok elődöntő 19:50 | Magyarország                            | 6–8         | Spanyolország                           | Tokió Játékvezetők: Nenad Periš (horvát) Vojin Putniković (szerb) |
| 2021. augusztus 5. Olimpiai játékok elődöntő 19:50 | (0–2, 2–3, 2–3, 2–0)                    |             |                                         | Tokió Játékvezetők: Nenad Periš (horvát) Vojin Putniković (szerb) |
| 2021. augusztus 5. Olimpiai játékok elődöntő 19:50 | Szilágyi 3 Vályi 1 Illés 1 Keszthelyi 1 | Jegyzőkönyv | Espar 3 Ruiz 2 Ortiz 1 Forca 1 Garcia 1 | Tokió Játékvezetők: Nenad Periš (horvát) Vojin Putniković (szerb) |

| 2021. augusztus 7. Olimpiai játékok 3. helyért 13:40 | Magyarország                                                                  | 11–9        | Oroszország                                                                  | Tokió Játékvezetők: Georgiosz Sztavridisz (görög) Frank Ohme (német) |
| 2021. augusztus 7. Olimpiai játékok 3. helyért 13:40 | (2–2, 5–3, 0–3, 4–1)                                                          |             |                                                                              | Tokió Játékvezetők: Georgiosz Sztavridisz (görög) Frank Ohme (német) |
| 2021. augusztus 7. Olimpiai játékok 3. helyért 13:40 | Vályi 3 Keszthelyi 2 Gurisatti 1 Szűcs 1 Illés 1 Rybanska 1 Garda 1 Magyari 1 | Jegyzőkönyv | Prokofjeva 2 Szimanovics 2 Glizina 2 Karimova 1 Szerzsantova 1 Tyimofejeva 1 | Tokió Játékvezetők: Georgiosz Sztavridisz (görög) Frank Ohme (német) |